# Nuno Rocha
Nuno Miguel Monteiro Rocha (Praia, 25 de março de 1992) é um futebolista profissional cabo-verdiano que atua como meia.

## Carreira
Nuno Rocha representou o elenco da Seleção Cabo-Verdiana de Futebol no Campeonato Africano das Nações de 2015.

## Títulos
Tosno
- Copa da Rússia: 2017–18